# Valérie Welsh
Pour les articles homonymes, voir Welsh.
Valérie Welsh, née le 14 avril 1988 à Saint-Nicolas, est une nageuse synchronisée canadienne.
Elle remporte la médaille d'or par équipe aux Jeux panaméricains de 2011 ainsi que la médaille de bronze en combiné libre aux Championnats du monde 2011. Elle a participé aux Jeux olympiques de Londres en 2012, terminant quatrième en ballet. 
Elle prend sa retraite sportive après les Jeux, se consacrant à ses études de médecine vétérinaire à la Faculté de médecine vétérinaire de l'Université de Montréal.